# Orxata Sound System
Orxata Sound System (sovint escrit simplement orxata, en homenatge a la beguda homònima) va ser un col·lectiu musical valencià nascut el 2003 i dissolt el 2014, que mesclà diferents estils de música electrònica com el drum and bass, l'electro, el dub o el ragga amb el cant d'estil i la música tradicional valenciana.
Orxata no es definia com a grup musical, sinó com a col·lectiu, i des dels inicis apostaren per l'experimentació. Les lletres tenen un fort component de crítica social i un cert component escèptic: a més d'utilitzar el valencià com a llengua d'expressió, el grup apostà per formes lliures i horitzontals de distribució i creació fent ús de les llicències de Creative Commons, publicant el seu treball en xarxes d'intercanvi p2p i promovent el proveïment participatiu de les lletres d'algunes de les seues cançons amb una pàgina wiki al seu web.

## Història

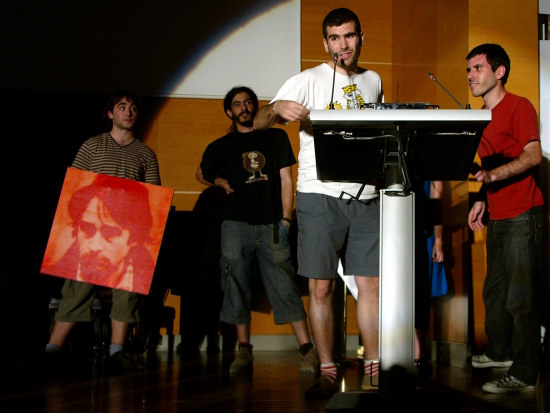
Orxata rebent el premi a millor disc de pop rock als Premis de Música en Valencià Ovidi Montllor.

Orxata Sound System nasqué de la mà de dos exmembres del grup de ska-punk Fàstic, que, influenciats per Asian Dub Foundation, van sentir la necessitat de fer un grup que mesclara el cant d'estil valencià i la música electrònica: llavors crearen les bases electròniques i les lletres que donarien origen al nou grup. Per al primer concert s'hi afegí l'aleshores baixista del grup fusion Budell, amb el qual el conjunt prenia forma de trio amb elements acústics (la veu), elèctrics (el baix) i electrònics (l'ordinador). Així feren diversos concerts per tot el País Valencià fins principis de 2005, quan enregistren la primera maqueta: un treball a manera de presentació de cinc temes i dos intros amb la col·laboració d'Ovidi Twins i les cantants de Ki Sap i Pomada.
A partir de març del mateix any s'hi incorporen les tres cantants i el nou trompeta, el qual posa fi a la col·laboració eventual del trompeta de Budell. Amb esta formació és amb la qual Orxata ha fet la major part dels seus concerts, actuant entre altres llocs a Perpinyà, Àustria, Bèlgica, el Marroc, Alemanya, passant per gran part de la geografia catalanoparlant.
El gener de 2007 enregistren el seu primer treball, en part amb l'ajuda d'haver guanyat el concurs Tirant de Rock i el guardó de Grup Revelació en la primera edició dels Premis de Música en Valencià Ovidi Montllor. L'any 2008, el disc 1.0 és guardonat en el tercer certamen dels Premis de Música en Valencià Ovidi Montllor com a millor disc de pop rock.
L'any 2011 la formació va treure el seu segon treball anomenat 2.0 i que inclou 10 cançons, una de les quals va ser escrita a partir de lletres dels seus seguidors del Twitter. Prèviament van treure dos maxisenzills anomenats "2.0 beta 1" i "2.0 beta 2". Tots tres treballs amb llicència Creative Commons. Del disc és la cançó Suavitat Universal, dedicada a les coses que produeixen bones sensacions i que quan s'interpretava en directe, els músics es despullaven parcialment.
El tercer treball s'anomenà 3.0, i va ser enregistrat parcialment a Islàndia, que llavors eixia com a referent del canvi després de la crisi del 2008. Aparegut el desembre del 2012, va ser finançat per micromecenatge.

## Estil
El projecte va nàixer com un experiment vinculat a internet. Des dels inicis van treballar amb programari lliure, i els noms dels treballs estaven inspirats en les diferents versions del programari. Internet era entés d'una manera radicalment democràtica, postant pel copyleft i les Creative Commons BY-NC-SA. Tot i que la llicència no era pròpiament lliure, en no permetre la reutilització comercial, l'ús d'estes llicències entronca amb altra de les tradicions de la que bevien, la del cant d'estil, on la música era lliure per se i es transmetia oralment per generacions.
Pel que fa a la realització de les lletres, van utilitzar tecnologia wiki o pads per a l'elaboració de les lletres. En alguns casos, les lletres començaven des de zero, en altres, els autors contactaven amb col·lectius socials que donaven una pinzellada de les lletres que després es realitzarien col·laborativament. Durant el procés, les cançons tenien hashtag en Twitter. Pel que fa al llenguatge, la formació experimentava amb la pronunciació de les paraules, feia jocs de paraules i abundaven les referències culturals.

## Discografia
Els discs de la formació tenen la mateixa numeració que el programari. Així, la maqueta és coneguda com a 0.5, i els tres àlbums tenen numeració 1.0, 2.0 i 3.0.

### Maquetes
| • Orxata (2005. Autoedició sota Creative Commons) |
| ------------------------------------------------- |
|                                                   |

### Àlbums
| • 1.0 (2007. Autoedició sota Creative Commons) |
| --- |
| 1. Mascletà 1.0 2. S'obrin les portes 3. Nai ti su 4. Aborígens 2207 5. En ma vida he fet faena 6. Exèrcit d'escèptics 7. Ofensiva Tutupà 8. Semidéus 9. Ni marques ni pamflets 10. La lluna de València 11. Filles d'un meló d'Alger 12. Ja ve cento |

| • 2.0 (2011. Autoedició sota Creative Commons) |
| --- |
| 1. Me La Fiques More 2. Farma 3. Palmera Destroy 4. Tesla 5. Ausonia Guevara 6. Came Came Crew 7. Badalls 8. Gerointifada 9. Violència 10. Suavitat Universal (escrita a partir de lletres proposades a través de Twitter) |

| • 3.0 (2012. Autoedició sota Creative Commons) |
| --- |
| 1. Aspra Diàspora 2. Ho podem tot 3. Colp a colp 4. Orgasme 5. Coopera 6. Eyjafjallajökull 7. La folia 8. Satèl·lits 9. Vaga mundial indefinida 10. La Dansa del Vetlatori 11. Modus Operandi 12. València Crida 13. Caixó Abobinable |

### Betes i EPs
| • 2.0 beta 1 (2009)                              |
| ------------------------------------------------ |
| 1. Ausonia Guevara 2. Palmera Destroy 3. Badalls |

| • 2.0 beta 2 (2010)                                    |
| ------------------------------------------------------ |
| 1. Me La Fiques More 2. Came Came Crew 3. Gerointifada |

| • 3.1 (2013)                                                                  |
| ----------------------------------------------------------------------------- |
| 1. Hi Ha Los 2. Colp a Colp (SoniyeMuzick remix) 3. Orgasme (Versió de 121dB) |

## Membres
- Carles Soler Salvador (Biano) - programació
- Jordi Palau Ballester (Pa Lao) - veu
- Neus Berenguer Revert - veu
- Violeta Ausina Moret - veu
- Diana De La Torre - veu
- Jaume Guerra Meneu - baix
- Natxo Jiménez Álvarez - trompeta
- Andreu Sepúlveda Marco - veu, sonorització
- Carla Saz Quilis - veu
- Toni Sánchez Pardines (Panxo) - veu